# 井手迫義和
井手迫 義和（いでさこ よしかず、Idesako Yoshikazu、1969年2月19日 - ）は、鹿児島県鹿児島市出身(生まれは長崎県大村市)、鎌倉市在住の環境科学者、環境ナビゲーター。
登録番号第5号の気象予報士でもあり、現在は、一般社団法人日本気象環境機関の代表理事、環境メディアフォーラムのプロデューサーとして、環境、気象・気候、エシカル、SDGsの分野で活動中。埼玉大学大学院理工学研究科の非常勤講師(環境総論)も勤めている。また、日本ロマンチスト協会の主席ロマンス研究員でもある。及川光博から「王子」の称号を受け継ぎ、子どもたちからは「王子」、「玉子」と呼ばれている。

## 来歴・人物
筑波大学で気象学・気候学、筑波大学大学院で環境科学を専攻。テレビやラジオで気象キャスターを経験し、現在は専門知識と話術をあわせもった環境ナビゲーターとして活動中。特に、小学校での環境授業は、アル・ゴアよりも少しだけうまいと評価されている。
2008年3月に中四国地区でオンエアされた環境特番は、ラジオエンターテインメント部門で日本民間放送連盟賞最優秀賞を受賞。
2008年7月には皇太子徳仁親王が参加したスペイン・サラゴサ万博の国際シンポジウムのプロデュースも手がけている。
2016年に世界気象機関（WMO）からCertificate of Broadcast Climate Changeの公認を受ける。
2019年1月、アル・ゴアを代表とするClimate Reality Projectの研修を受け、リーダーシップメンバーとなる。

## 主な活動

### ラジオ番組
- RFラジオ日本 エシカルWAVE for SDGs MC(2021.4〜)
- ラジオ日本 SWEET! 暑さ予報

#### 過去のラジオ番組（レギュラー出演）
- RFラジオ日本エシカルWAVE MC(2012.1-2021.3)
- RFラジオ日本 Hello! I, Radio 暑さ予報担当
- Green Station（Inter FM、土10:00-12:00）MC
- Message From Antarctica（J-wave Brandnew J、金20：00～21：00）MC
- いってらっしゃ〜い(RFラジオ日本、木6:30～9:00)
- 立川こしらのガッテン!こしらじお（RFラジオ日本）
- 中本賢の横浜ガサガサ探検隊（RFラジオ日本）
- くず哲也の大人の情報マガジン（RFラジオ日本、火19：45～20：30）
- THE HOTLINE　東京わがままモーニング（RFラジオ日本、水6:30-9:00）
- 全くず哲也の大人のスポーツマガジン（RFラジオ日本、ナイター中継雨天中止時）

など

### テレビ番組
- NHK国際放送局 NEWS LINE Chief Meteorologist

#### 過去のテレビ番組（レギュラー出演）
- フジテレビ ホウドウキョク(気象・環境キャスター)
- 日本テレビ　朝一番天気(気象キャスター)
- 日本テレビ　NNN朝のニュース(気象キャスター)
- 日本テレビ　NNNニュースサンデー(気象キャスター)

#### 過去のテレビ番組(特番等)
- 日本テレビ系地方局ネット　江古田藩
- 福井テレビ、石川テレビ、富山テレビ　ルー大柴のDrエコ研究所
- BSフジ　めざましテレビ公認 わがまま!気まま!旅気分

#### 過去のテレビ番組(ゲスト出演等)
- 日本テレビ　きょうの出来事
- 日本テレビ　ザ!鉄腕!DASH!!
- 日本テレビ　投稿!特ホウ王国
- フジテレビ　新報道プレミアA
- テレビ長崎　できたてGopan!

### イベント出演・講演活動
- サクラダッシャーズとのコラボYouTubeLiveイベント 気候変動と海とランニング(ゲスト 猫ひろし、立川志獅丸)
- YouTuberコラボイベント 海の温暖化と台風 YouTubeLiveイベント(ゲスト Masuo)
- YouTubeLive&ラジオ日本公開収録イベント 海の環境と生き物(ゲスト ココリコ田中)
- ラジオ日本×YouTubeLiveイベント 海のプラスチックゴミ(ゲスト マシンガンズ)
- J-WAVEとのコラボ公開収録＆YouTubeLiveイベント マイクロプラスチック(ゲスト いとうまい子)
- エコプロダクツ環境コミュニケーションステージ(辺見えみり)
- 猟奇的な彼女inNYトークショー(石田純一)
- 首都高速大黒PAエコロマンチックステージ(アイドリング!!!)
- 台東区環境月間特別セミナー(中本賢)
- アースディ東京グリーントークステージ(王理恵)

### 講師
- 埼玉大学大学院理工学研究科 非常勤講師(環境総論)
- 東京法科学院専門学校
- 富士常葉大学
- 財団法人気象業務支援センター気象カレッジ
- NHK文化センター
- 朝日カルチャースクール

### 著書
- ※いずれも共著
- 気象科学事典(日本気象学会編)
- 気象データひまわりCD-ROMを楽しむ本−EXCELによる気象データCD-ROMの読み方・使い方−(丸善)
- NHK気象災害ハンドブック(NHK出版)

※監修
- 今さらきけない環境問題 What's Ecology? 環境野郎Dチーム (著) (扶桑社)

### その他
- IABM(International Association of Broadcast Meteorology)･Asia Representative　(気象キャスター･気象放送関係者の国際組織のアジア代表)
- エコッツェリア･コンテンツプロデューサー

## エピソード
- 東京レガシーハーフマラソン出場: 1時間37分48秒(2022年10月)
- 東京マラソン2021出場:3時間34分2秒(2022年3月)
- 大阪マラソン2019出場:3時間35分50秒(2019年12月)
- 及川光博の｢バラ色の人生｣で、通信カラオケ全国1位